# Pterolophia holobrunnea
Pterolophia holobrunnea är en skalbaggsart som beskrevs av Stefan von Breuning 1977. Pterolophia holobrunnea ingår i släktet Pterolophia och familjen långhorningar. Inga underarter finns listade i Catalogue of Life.